# 1984 (For the Love of Big Brother)
1984 (For the Love of Big Brother) è un album degli Eurythmics, pubblicato nel 1984. È la colonna sonora del film Orwell 1984 del regista Michael Radford.

## Tracce
1. I Did It Just the Same
2. Sexcrime (Nineteen Eighty-Four)
3. For the Love of Big Brother
4. Winston's Diary
5. Greetings From a Dead Man
6. Julia
7. Doubleplusgood
8. Ministry of Love
9. Room 101

## Formazione
- Annie Lennox - voce, tastiere, sintetizzatori, percussioni
- Dave Stewart - voce, batteria elettronica, chitarra, basso, tastiere, sintetizzatori

## Classifiche
| Classifica (1985) | Posizione massima |
| ----------------- | ----------------- |
| Australia         | 22                |
| Canada            | 33                |
| Germania          | 23                |
| Nuova Zelanda     | 21                |
| Paesi Bassi       | 38                |
| Regno Unito       | 23                |
| Stati Uniti       | 93                |
| Svezia            | 6                 |
| Svizzera          | 18                |